# People Like Us (2012)
People Like Us (conhecido durante a produção como Welcome to People; bra: Bem-Vindo à Vida) é um filme de drama estadunidense de 2012 dirigido por Alex Kurtzman em sua estreia na direção. O filme foi escrito por Kurtzman, Roberto Orci e Jody Lambert, e estrelado por Chris Pine, Elizabeth Banks, Olivia Wilde, Michael Hall D'Addario e Michelle Pfeiffer. A. R. Rahman compôs a trilha sonora. O filme foi lançado pela Walt Disney Studios Motion Pictures através da Touchstone Pictures em 29 de junho de 2012.

## Enredo
Sam Harper (Chris Pine), um comerciante corporativo em dificuldades na cidade de Nova Iorque, pode ter violado a lei federal e enfrenta uma possível investigação da Federal Trade Commission. O chefe de Sam (Jon Favreau) o incentiva a subornar funcionários federais. Voltando para casa, a namorada de Sam, Hannah (Olivia Wilde), o informa que seu pai distante, Jerry, morreu. Sam e Hannah voam para Los Angeles, onde ele tem um encontro tenso com sua mãe, Lillian (Michelle Pfeiffer).
O advogado e amigo de Jerry (Philip Baker Hall) diz a Sam que ele não herdará dinheiro algum. O advogado entrega a ele um kit de barbear contendo US$ 150 mil em dinheiro e uma nota estipulando que o dinheiro seja entregue a Josh Davis (Michael Hall D'Addario).
Josh é um menino problemático de 11 anos cuja mãe garçonete, Frankie Davis (Elizabeth Banks), é uma alcoólatra em recuperação. Sam segue Frankie secretamente para uma reunião de Alcoólicos Anônimos. Ele descobre que ela é filha ilegítima de Jerry, tornando-se meia-irmã paterna de Frankie Sam, e Josh seu sobrinho. Quando Sam diz a Hannah que pretende ficar com o dinheiro, Hannah, enojada, retorna para Nova Iorque.
Sam se apresenta a Frankie como um companheiro alcoólatra visitante e logo se envolve na vida deles, se aproximando gradualmente. Ele descobre que Jerry visitava Frankie e sua mãe aos domingos, e que Frankie nunca conheceu a esposa e o filho de seu pai. Enquanto isso, Sam medita sobre seus problemas jurídicos cada vez mais profundos. Frankie não quer mais Sam perto de Josh porque teme que ele volte para Nova Iorque, deixando Josh chateado. Sam decide ir embora, mas retorna para buscar Josh na escola. Mais tarde, Frankie liga para Sam, dizendo que Josh esteve em uma briga.
Sam finalmente revela que ele é filho de Jerry, resultando em Frankie explodindo de raiva e ordenando que ele vá embora. Mais tarde, Lillian é hospitalizada devido a um problema cardíaco. Hannah encontra Sam na sala de espera e eles se reconciliam. Hannah se inscreveu no programa de direito da UCLA para permanecer perto de Sam depois de perceber que ele quer ficar com sua família. Enquanto isso, Frankie recebe o dinheiro de Jerry por meio de um advogado. Frankie largou o emprego, matriculou-se na escola e mudou-se para um bairro suburbano com Josh. Ela corta contato com Sam.
Depois de receber alta do hospital, Lillian diz a Sam que ela forçou Jerry a escolher sua família em vez de Frankie e sua mãe. Ela estava protegendo Sam, mas Jerry rejeitou seu filho porque ele era uma lembrança da filha que ele abandonou. Um dia, Josh, que está tendo dificuldade para se ajustar à ausência de Sam, tenta encontrá-lo após obter o endereço de Lillian.
Quando Sam visita Frankie, ele pede perdão e quer ser seu irmão, tio e figura paterna de Josh. Ele mostra a ela um rolo de filme antigo que Jerry filmou de um jovem Sam em um parquinho. No filme, uma garota se junta a Sam e Frankie percebe que Jerry costumava trazer-lhe e Sam para brincar juntos e, portanto, amava seus dois filhos. Com este reconhecimento, Frankie aceita Sam como seu irmão.

## Elenco
- Chris Pine como Sam Harper[9] – filho de Jerry – irmão de Frankie
- Elizabeth Banks como Frankie Davis[10] – mãe de Josh – irmã de Sam
- Olivia Wilde como Hannah[11] – namorada de Sam
- Michael Hall D'Addario como Josh Alan Davis – filho de Frankie – sobrinho de Sam
- Michelle Pfeiffer como Lillian Harper[12] – mãe de Sam
- Mark Duplass como Ted[13] – vizinho
- Phillip Baker Hall como Ike Rafferty – advogado de estado
- Jon Favreau como Richards[14] – chefe de Sam
- Sara Mornell como Dr. Amanda – psiquiatra[b]

## Trilha sonora
A trilha sonora do filme foi composta pelo vencedor do Óscar A.R. Rahman. O filme marca sua primeira colaboração com Alex Kurtzman. Em uma entrevista, Rahman citou as palavras do diretor sobre a música do filme: “Alex disse que [a música] não podia ser épica, não podia ser música do mundo... Eu estava seguindo sua visão, ao mesmo tempo que me apegava a algo que queria fazer.” A trilha sonora foi lançada em 19 de junho de 2012 pela Lakeshore Records.
No filme, quando Sam grava pela primeira vez um dos discos de Jerry, a música “Fast as a Shark” pode ser ouvida ao fundo.

## Mídia doméstica
People Like Us foi lançado em Blu-ray, DVD e download digital em 2 de outubro de 2012 pela Touchstone Home Entertainment. O lançamento foi produzido em dois pacotes físicos diferentes: um combo pack de 2 discos (Blu-ray e DVD) e um DVD de 1 disco.[carece de fontes?]

## Recepção
No Rotten Tomatoes, o filme detém uma avaliação de 53%, com base em 119 avaliações, com pontuação média de 5,69/10. O consenso crítico do site diz: “Embora calculado e melodramático, People Like Us se beneficia de um par de pistas sólidas e seu raro roteiro que atende a cineastas adultos.” No Metacritic, o filme tem uma pontuação de 49 em 100, com base em 31 críticos, indicando “críticas mistas ou médias”.